# Chomelia estrellana
Chomelia estrellana är en måreväxtart som beskrevs av Johannes Müller Argoviensis. Chomelia estrellana ingår i släktet Chomelia och familjen måreväxter. Inga underarter finns listade i Catalogue of Life.